# Феколкін Юрій Олександрович
Юрій Олександрович Феколкін (нар. 10 жовтня 1961, місто Львів Львівської області) — український комсомольський діяч, 1-й секретар ЦК ЛКСМ України. Член ЦК КПУ в грудні 1990 — серпні 1991 р.

## Життєпис
У 1988 році закінчив історичний факультет Львівського державного університету імені Івана Франка. Член КПРС.
Перебував на відповідальній комсомольській роботі.
У 1990 — серпні 1991 року — 1-й секретар Львівського обласного комітету ЛКСМУ.
У травні 1994 — 1995 року — 1-й секретар ЦК ЛКСМ України. Працював помічником народних депутатів України від КПУ Олександра Голуба та Андрія Полііта.
У 2008—2014 роках — заступник головного редактора газети ЦК КПУ «Коммунист». Потім працював керівником редакції журналу «Материк Євразія» у місті Києві.